# 弥尔曼定理
弥尔曼定理，由美國工程師弥尔曼（Jacob Millman）所提出，又稱密爾門定理。說於電路學中允許任何數目的並聯電壓源，等效於單一電壓源。它簡化了通過負載的電壓或電流。弥尔曼定理與戴維寧定理的特殊情況──並聯電壓源，有相同的結果。
{\displaystyle V_{m}={\frac {\sum _{k=1}^{N}E_{k}.Y_{k}}{\sum _{k=1}^{N}Y_{k}}}={\frac {\sum _{k=1}^{N}{\frac {E_{k}}{Z_{k}}}}{\sum _{k=1}^{N}{\frac {1}{Z_{k}}}}}}
或{\displaystyle V_{m}={\frac {\sum _{k=1}^{N}E_{k}.G_{k}}{\sum _{k=1}^{N}G_{k}}}={\frac {\sum _{k=1}^{N}{\frac {E_{k}}{R_{k}}}}{\sum _{k=1}^{N}{\frac {1}{R_{k}}}}}}

## 算法
求弥尔曼等效電壓源VEQ：

1. 先把各別電壓源轉成等效電流源（戴維寧等效電路轉諾頓等效電路），則
  1. IT = I1 + I2 + + In
2. 加總諾頓等效的電導
  1. GT = G1 + G2 + + Gn
3. 又GT = 1/RT，因此REQ =  RT
4. 得VEQ = IT x REQ